# Kirby's Adventure Wii
Kirby's Adventure Wii (星のカービィ, Hoshi no Kābī Wī), uitgegeven als Kirby's Return To Dream Land in Noord-Amerika, is een platformspel voor de Wii-spelconsole. Het spel werd uitgegeven door Nintendo en is ontwikkeld door dochteronderneming HAL Laboratory. Het spel is uitgegeven op 27 oktober 2013 in Europa en is het vervolg op Kirby Mass Attack.

## Plot
De Lor Starcutter, een ruimteschip, beland ongelukkig op Kirby's planeet. Het schip breekt in stukken, die samen met de 120 energiebollen verspreid raken. Kapitein van het schip, Magolor, vraagt aan Kirby en zijn vrienden om alle onderdelen te zoeken, en de Lor Starcutter weer te herstellen.
Nadat het schip weer kan vliegen reizen ze af naar Magolors thuisplaneet Halcandra. Magolor vraagt om daar een vierkippige draak te verslaan. Daarna wil Magolor de Master Crown van de draak stelen om zo almachtig te worden. In een laatste gevecht met Kirby's Ultra Sword wordt Magolor verslagen en de Master Crown in duizend stukjes gehakt. Kirby en zijn vrienden reizen veilig terug naar Popstar.

## Gameplay
Het spel is een tweedimensionaal platformspel waarin protagonist Kirby het opneemt tegen allerlei vijanden. Hij kan tegenstanders opzuigen, en zo hun vaardigheden overnemen, zoals zwaard, vechter, steen, vuur, water en ijs. Ook kan hij outfits vinden waarmee hij andere vaardigheden krijgt.
De supervaardigheden in het spel zijn: Flare Beam, Grand Hammer, Monster Flame, Snow Bowl en Ultra Sword.
Verder ondersteunt het spel tot vier spelers in coöperatieve gameplay. De andere spelers kunnen als koning Dedede, Meta Knight, bandana-Waddle Dee of in een andere kleur Kirby spelen.

## Werelden
1. Cookie Country, bewaakt door Whispy Woods, een bekende eindbaas.
2. Raisin Ruins, met Mr. Dooter als heerser.
3. Onion Ocean, bewaakt door Fatty Puffer.
4. White Wafers, met Goriath als meester van het ijselement.
5. Nutty Noon, bewaakt door Grand Doomer.
6. Egg Engines, met Metal General als heerser, een zeer sterke robot.
7. Dangerous Dinner, bewaakt door Landia, koning van Halcandra, een vierkoppige draak.
8. Another Dimension, dit is de laatste wereld die wordt bewaakt door Lor en Magolor.

De beginletters van alle werelden vormen samen CROWNED (gekroond) in het Engels.

## Ontvangst
| Recensiescore       | Recensiescore |
| Recensieverzamelaar | Score         |
| ------------------- | ------------- |
| GameRankings        | 80,5%         |
| Metacritic          | 77%           |
| Publicist           | Score         |
| Destructoid         | 10            |
| Famitsu             | 34/40         |
| Game Informer       | 8,5           |
| GameSpot            | 7,5           |
| IGN                 | 7,5           |
| Nintendo Power      | 8,5           |

Kirby's Adventure Wii ontving positieve recensies. Men prees de coöperatieve gameplay, grafische uiterlijk en de geluiden. Kritiek was er op de lage moeilijkheidsgraad. De website Destructoid gaf het spel de hoogste beoordeling met een 10.
Op aggregatiewebsites Metacritic en GameRankings heeft het spel verzamelde scores van respectievelijk 99% en 98%.

## Kirby's Return to Dream Land Deluxe
Op 24 februari 2023 verscheen een remake van het spel onder de titel Kirby's Return to Dream Land Deluxe voor de Nintendo Switch. Het spel bevat nieuwe vaardigheden, minigames in Magisch Magoland en een uitstapje met de interdimensionale reiziger Magolor.